# Paróquia Senhora Sant'Ana
A Paróquia Senhora Sant'Ana é uma circunscrição eclesiástica da região pastoral zonal II da Diocese de Bonfim, no estado brasileiro da Bahia. Sua igreja matriz é o principal templo religioso católico de Cansanção (Bahia). A paróquia é dedicada à Senhora Sant'Ana, padroeira da cidade.

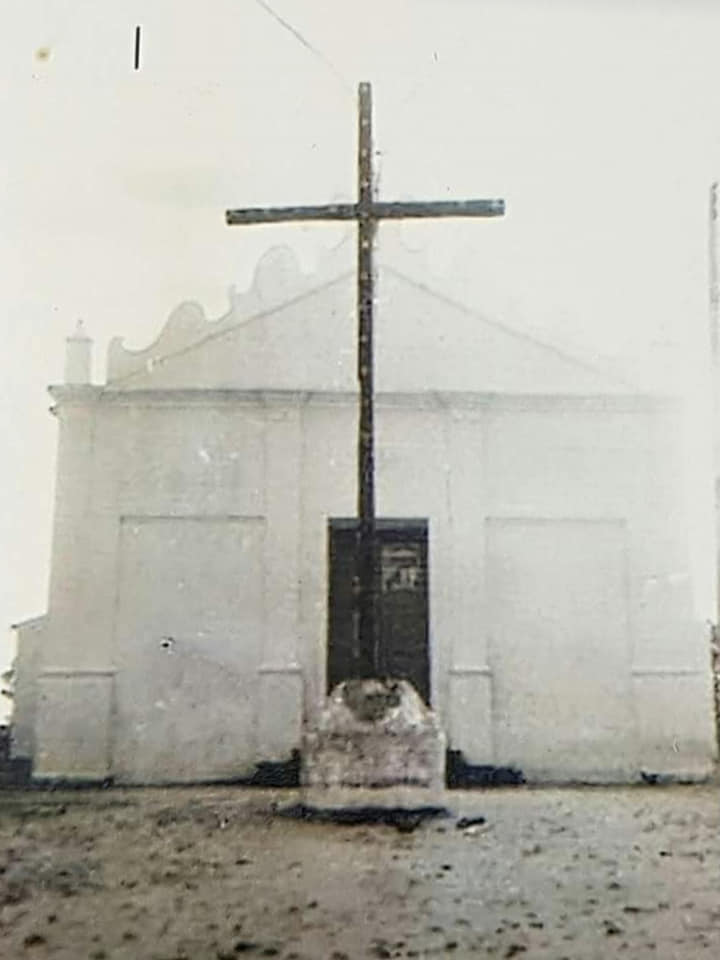
Antiga igreja matriz em data desconhecida.

Em 26 de julho, a paróquia celebra a festa litúrgica de Ana, mãe de Maria, antecedente de um novenário começado em 17 de julho.